# Долейко, Александр Сергеевич
Алекса́ндр Серге́евич Доле́йко (укр. Олександр Сергійович Долейко; Уманский район) — украинский военнослужащий, подполковник, участник российско-украинской войны. Герой Украины (2024).

## Биография
Родился в Уманском районе Черкасской области. С начала полномасштабного российского вторжения в Украину его подразделение успешно уничтожило значительное количество вражеских целей в ходе воздушных боёв. В результате ракетного удара подполковник Долейко получил ранение, однако продолжил командование и обеспечил вывод дивизиона из-под удара. После лечения вернулся на службу.

## Награды
- Звание «Герой Украины» с удостоением ордена «Золотая Звезда» (23 февраля 2024) — за личное мужество и героизм, проявленные в защите государственного суверенитета и территориальной целостности Украины, верность военной присяге[1].
- Орден Богдана Хмельницкого III степени (2 марта 2023) — за личное мужество и высокий профессионализм, проявленные в защите государственного суверенитета и территориальной целостности Украины, верность военной присяге[2].